# Allemans-du-Dropt
 Allemans-du-Dropt  là một xã thuộc tỉnh Lot-et-Garonne trong vùng Nouvelle-Aquitaine phía tây nam nước Pháp. Xã này nằm ở khu vực có độ cao trung bình 42 mét trên mực nước biển.